# Швеція на Чемпіонаті світу з легкої атлетики 2017
Швеція на Чемпіонаті світу з легкої атлетики 2017, що проходив з 4 по 13 серпня 2017 року в Лондоні (Велика Британія) була представлена 32 спортсменами.

## Medalists
| Медаль | Спортсмен     | Змагання                 | Дата     |
| ------ | ------------- | ------------------------ | -------- |
| Срібло | Даніель Штоль | Метання диска (чоловіки) | 6 серпня |

## Результати

### Чоловіки
Трекові і шосейні дисципліни
| Спортсмен          | Дисципліна           | Забіги    | Забіги | Півфінал  | Півфінал | Фінал           | Фінал           |
| Спортсмен          | Дисципліна           | Результат | Місце  | Результат | Місце    | Результат       | Місце           |
| ------------------ | -------------------- | --------- | ------ | --------- | -------- | --------------- | --------------- |
| Андреас Крамер     | 800 м                | 1:45.98   | 2 Q    | 1:46.25   | 6        | Завершив виступ | Завершив виступ |
| Каллє Берглунд     | 1500 м               |           |        |           |          |                 |                 |
| Мікаел Еквалл      | Марафон              | Н/Д       | Н/Д    | Н/Д       | Н/Д      | 2:18:12         | 32              |
| Девід Нільссон     | Марафон              | Н/Д       | Н/Д    | Н/Д       | Н/Д      | 2:22:53         | 52              |
| Еміль Блумберг     | 3000 м з перешкодами | DNF       | –      | Н/Д       | Н/Д      | Завершив виступ | Завершив виступ |
| Наполеон Соломон   | 3000 м з перешкодами | 8:35.95   | 9      | Н/Д       | Н/Д      | Завершив виступ | Завершив виступ |
| Анатоль Ібаньєз    | Ходьба 20 км         | Н/Д       | Н/Д    | Н/Д       | Н/Д      |                 |                 |
| Персеус Карлстрьом | Ходьба 20 км         | Н/Д       | Н/Д    | Н/Д       | Н/Д      |                 |                 |
| Андерс Ганссон     | Ходьба 50 км         | Н/Д       | Н/Д    | Н/Д       | Н/Д      |                 |                 |

Технічні дисципліни
| Спортсмен        | Дисципліна         | Кваліфікація | Кваліфікація | Фінал           | Фінал           |
| Спортсмен        | Дисципліна         | Результат    | Місце        | Результат       | Місце           |
| ---------------- | ------------------ | ------------ | ------------ | --------------- | --------------- |
| Арман Дюплантіс  | Стрибки з жердиною | 5.70         | 8 q          | 5.50            | 9               |
| Мікель Торнеус   | Стрибки у довжину  | 7.08         | =5 Q         | 8.19            | 8               |
| Ніклас Арреніус  | Метання диска      | 58.91        | 24           | Завершив виступ | Завершив виступ |
| Сімон Петтерссон | Метання диска      | 63.69        | 7 q          | 60.39           | 11              |
| Даніель Штоль    | Метання диска      | 67.64        | 1 Q          | 69.19           | 2               |

Багатоборство — Десятиборство
| Атлет               | Дисципліна | 100 м | СуД | ШтЯ | СуВ | 400 м | 110б | МДс | СзЖ | МСп | 1500 м | Сума очок | Місце |
| ------------------- | ---------- | ----- | --- | --- | --- | ----- | ---- | --- | --- | --- | ------ | --------- | ----- |
| Фредрік Самуельссон | Результат  |       |     |     |     |       |      |     |     |     |        |           |       |
| Фредрік Самуельссон | Очки       |       |     |     |     |       |      |     |     |     |        |           |       |

### Жінки
Трекові і шосейні дисципліни
| Спортсмен        | Дисципліна           | Забіги    | Забіги | Півфінал  | Півфінал | Фінал            | Фінал            |
| Спортсмен        | Дисципліна           | Результат | Місце  | Результат | Місце    | Результат        | Місце            |
| ---------------- | -------------------- | --------- | ------ | --------- | -------- | ---------------- | ---------------- |
| Анна Херманссон  | 800 м                |           |        |           |          |                  |                  |
| Ловіса Лінд      | 800 м                |           |        |           |          |                  |                  |
| Мераф Бахта      | 1500 м               | 4:03.23   | 2 Q    | 4:04.04   | 2 Q      | 4:04.76          | 9                |
| Сара Лахті       | 5000 м               |           |        | Н/Д       | Н/Д      |                  |                  |
| Сара Лахті       | 10000 м              | Н/Д       | Н/Д    | Н/Д       | Н/Д      | DNF              | –                |
| Луїз Вікер       | Марафон              | Н/Д       | Н/Д    | Н/Д       | Н/Д      | DNF              | –                |
| Ліза Рінг        | Марафон              | Н/Д       | Н/Д    | Н/Д       | Н/Д      | 2:48:39          | 60               |
| Шарлотта Фугберг | 3000 м з перешкодами | 10:21.21  | 39     | Н/Д       | Н/Д      | Завершила виступ | Завершила виступ |
| Марія Ларссон    | 3000 м з перешкодами | 9:48.13   | 23     | Н/Д       | Н/Д      | Завершила виступ | Завершила виступ |

Технічні дисципліни
| Спортсмен          | Дисципліна         | Кваліфікація | Кваліфікація | Фінал            | Фінал            |
| Спортсмен          | Дисципліна         | Результат    | Місце        | Результат        | Місце            |
| ------------------ | ------------------ | ------------ | ------------ | ---------------- | ---------------- |
| Еріка Кінсі        | Стрибки у висоту   |              |              |                  |                  |
| Софі Скоог         | Стрибки у висоту   |              |              |                  |                  |
| Ангеліка Бенгтссон | Стрибки з жердиною | 4.55         | =8 q         | 4.55             | 10               |
| Ліза Ґуннарссон    | Стрибки з жердиною | 4.35         | 17           | Завершила виступ | Завершила виступ |
| Мікаела Маєр       | Стрибки з жердиною | NH           | –            | Завершила виступ | Завершила виступ |
| Хадді Санья        | Стрибки у довжину  | 6.42         | 16           | Завершила виступ | Завершила виступ |
| Фанні Роос         | Штовхання ядра     | 17.31        | 20           | Завершила виступ | Завершила виступ |
| Марінда Петерссон  | Метання молота     | 66.46        | 20           | Завершила виступ | Завершила виступ |
| Іда Сторм          | Метання молота     | 67.39        | 17           | Завершила виступ | Завершила виступ |